# キミに逢えたら!
『キミに逢えたら!』（Nick and Norah's Infinite Playlist）は、2008年に製作されたアメリカ映画。日本では劇場未公開。

## キャスト
- ニック：マイケル・セラ
- ノラ：カット・デニングス
- トリス：アレクシス・ジーナ
- キャロライン：アリ・グレイナー
- トム：アーロン・ヨー
- タル：ジェイ・バルシェル
- ラフィ・ガヴロン
- ザカリー・ブース
- ジョン・チョー

### 日本語吹き替え
- ニック:浅沼晋太郎
- ノラ:小林沙苗
- キャロライン 斉藤梨絵
- トリス:嶋村侑
- トム：武藤正史
- ランディ：佳月大人
- デイヴ：坂詰貴之
- タルー：藤原啓治
- 役不明：中谷一博、河本邦弘、粟野志門、川原元幸、門田幸子、中司優花、青木強、遠藤大智、赤池裕美子

## ノミネート
第13回サテライト賞ミュージカル・コメディ映画賞、主演男優賞 (ミュージカル・コメディ映画)、主演女優賞 (ミュージカル・コメディ映画) にノミネートされた。